# Пантикапейское землетрясение
Пантикапейское землетрясение — землетрясение, произошедшее в конце Третьей Митридатовой войны (65-63 до н. э.) предположительно в Пантикапее.
Датировка и локализация землетрясения основывается на фрагменте в сочинении «История против язычников» христианского апологета V века Орозия
В то время, когда Митридат справлял на Боспоре праздник Цереры, внезапно случилось столь сильное землетрясение, что за ним последовали ужасные разрушения городов и полей.
О землетрясении в это же время упоминает римский историк Дион Кассий:
...его союзники отдалялись от него по мере того, как позиция римлян усиливалась, а Митридата — ослабевала. Среди прочего, сильнейшее в истории землетрясение уничтожило несколько их городов.
Это свидетельство подтверждают и данные археологических раскопок, которые фиксируют значительные повреждения каменных построек не только в столице Боспорского царства, но и в городах Нимфей, Китей, Порфмий (все — на Керченском полуострове), датированные I веком до н. э.